# Martin Lüdke
Martin Lüdke (* 9. April 1943 in Apolda/Thüringen) ist ein deutscher Literaturwissenschaftler und Literaturkritiker.

## Leben
Nach dem Abitur am Frankfurter Goethe-Gymnasium nahm er zunächst eine kaufmännische Lehre in einer Spedition auf, die er aber abbrach, um sich dem Studium der Philosophie, Soziologie, Germanistik und Politik an der Goethe-Universität zuzuwenden. Dort wurde er bei Theodor W. Adorno promoviert über „Die Differenz von Kunstschönem und Naturschönem bei Kant, Hegel und Adorno“.
Von 1976 bis 1978 war er wissenschaftlicher Mitarbeiter am Sozialwissenschaftlichen Institut der Bundeswehr (SOWI) in München. Bis 1984 hatte er an der Universität Frankfurt den Lehrstuhl für Neuere Deutsche Literatur inne, bevor er von 1985 bis 1990 als Literaturredakteur für das Fernsehen beim Hessischen Rundfunk tätig wurde.
Währenddessen nahm er Gastprofessuren an mehreren amerikanischen Universitäten wahr (Los Angeles, San Diego, St. Louis). Seit 2003 lehrt er als courtesy professor regelmäßig an der University of Florida in Gainesville.
1990 wechselte er vom hr zum Südwestfunk, dem späteren Südwestrundfunk, und leitete dort zunächst die Redaktion der „SWR Bestenliste“, später 16 Jahre lang die Sendereihe „Literatur im Foyer“ in Mainz, die auch auf 3sat ausgestrahlt wird. Bis 1998 war er Mitherausgeber des Rowohlt Literaturmagazins.
Lüdke nahm regelmäßig an der Reihe „Streitfall“ teil, wo er gemeinsam mit hr2-Redakteur Peter Kemper, Ulrike Ackermann und Jochen Hörisch im Literaturhaus Frankfurt über neu erschienene Sachbücher diskutiert (bis September 2012 waren auch Franziska Augstein und Micha Brumlik Gesprächsteilnehmer). 
Martin Lüdke war und ist Juror mehrerer Literaturpreise, unter anderem des Preises der Leipziger Buchmesse sowie 2009 des Deutschen Buchpreises. Er schreibt vorwiegend für die Zeit, den Spiegel und die Frankfurter Rundschau sowie für die Zeitschriften Literaturen und Focus, in neuerer Zeit auch für das Frankfurter Online-Magazin Faust-Kultur, wo er seit 2016 „Lüdkes liederliche Liste“ führt, in der er „neue und auch einige alte Bücher“ verarbeitet, die sich in seinen „vollen Regalen, stapelweise“ über die Jahre angesammelt haben. Er ist seit 1994 Mitglied des  PEN-Zentrums Deutschland.
Lüdke lebt in Frankfurt am Main. Er ist verheiratet, und er ist ein „begeisterter Jogger“.